# Tenascina

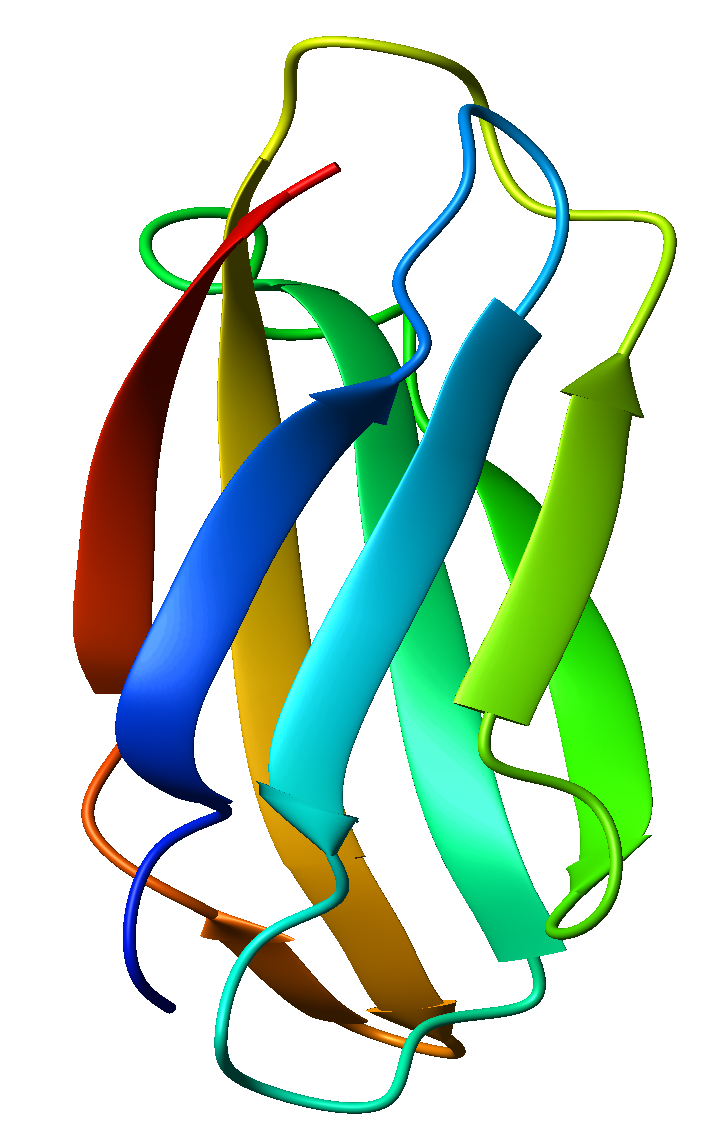
El domini de la fibronectina tipus III acolorida de blau (N-terminal) a vermell (C-terminal).

La tenascina és una glicoproteïna de matriu extracel·lular. Aquest tipus de proteïnes abunden en la matriu extracel·lular dels embrions en desenvolupament dels vertebrats i reapareixen en les ferides en guariment i en l'estroma d'alguns tumors. Hi ha quatre membres de la família tenascina: tenascina-C, tenascina-R, tenascina-X i tenascina-W.

## Tenascina-C
La tenascina-C és el membre més conegut de la família. En l'embrió es produïda per cèl·lules migratòries de la cresta neural; també abunda en els tendons, ossos i cartílags en desenvolupament. Els investigadors han observat que la tenascina-C té propietats antiadhesives en cultius cel·lulars i que està implicada en els mecanismes que intervenen en la formació de l'ateroesclerosi, en especial per la seva influència sobre les activitats plaquetàries. El patró d'expressió molecular de la tenascina-C és limitat, però les seves funcions són moltes i molt diverses. Normalment, l'expressió d'aquesta glicoproteïna disminueix amb l'edat. Els nivells més alts es produeixen durant el període embrionari i poc després del naixement i van reduint-se fins l'adultesa, quan la proteïna s'expressa en baixes quantitats a certs teixits sotmesos a renovació constant i/o que suporten forces de tracció. També es detecta a l'interior dels fol·licles pilosos, les criptes de l'intestí prim i la medul·la òssia d'individus sans. En els adults, valors alts de tenascina-C es veuen en casos d'inflamació, neoplàsia, remodelació/reparació tissular, malaltia autoimmunitària o infecció. Per exemple, una concentració sèrica elevada d'ella en les sèpsies indica la gravetat del procés i té valor pronòstic. Alguns especialistes consideren que el seu nivell d'expressió pot ser un element útil per predir el curs desfavorable de diversos tipus de càncer, com, per exemple, el dels tumors de l'estroma gastrointestinal gàstrics (un tipus de neoplàsia mesenquimàtica de l'estómac). En la malaltia de Krabbe, la sobreexpressió de tenascina-C indueix la transformació patogènica de la micròglia en resposta a la acumulació de psicosina i promou la seva activitat citotòxica contra els oligodendròcits macroglials, un fenomen propi d'aquest greu trastorn. En l'esclerodèrmia, la tenascina-C té una gran importància en la progressió i manteniment de la fibrosi tissular característica de la malaltia. Se sap que durant processos angiogènics de diversa índole es coexpressa en les cèl·lules endotelials juntament amb la fibronectina, exercint les dues proteïnes accions contraposades. Diversos treballs científics indiquen que la tenascina-C podria exercir en els teixits que formen el sistema cardiovascular un efecte adaptatiu protector davant l'estrès originat per diverses condicions patològiques, contribuint a mantenir l'elasticitat de dits teixits i modulant la resposta inflamatòria. Una línia de recerca de particular interès en relació amb aquesta proteïna és l'estudi del seu paper com a inductora endògena de la resposta immunitària innata i també dels potencials usos diagnòstics i terapèutics derivats de dita propietat.

## Tenascina-R
La tenascina-R es troba en el sistema nerviós. Afecta els processos de migració, adhesió i diferenciació de les cèl·lules nervioses i també coordina la regulació de les funcions microglials. Experiments en ratolins adults han comprovat que aquesta proteïna altera la correcta remodelació de les sinapsis de les motoneurones després d'una lesió de la medul·la espinal, limitant conseqüentment la recuperació funcional posttraumàtica dels animals. El seu dèficit provoca en ells importants problemes cognitius i de coordinació. Es creu, també segons els resultats d'investigacions fetes en murins, que la tenascina-R intervé en els mecanismes implicats en la plasticitat del circuit neural vestibular. Un equip de recerca australià ha trobat una associació entre determinats polimorfismes de nucleòtids simples en el gen que codifica la tenascina-R i el trastorn per dèficit d'atenció amb hiperactivitat infantil.

## Tenascina-X
La tenascina-X es troba principalment en el teixit connectiu. Si bé actua sobretot com a suport estructural de les fibres elàstiques i de col·lagen assegurant les propietats biomecàniques adequades de la pell i les articulacions, s'ha comprovat, a més, que s'expressa en un determinat subtipus de neurones colinèrgiques que regulen el trànsit intestinal. També se sap que té una influencia negativa en el acoblament mecànic de les terminacions aferents vagals en l'estómac, un fet important pel control del buidament gàstric i, en conseqüència, per mantenir una digestió correcta. La seva deficiència està relacionada amb la gènesi d'algunes síndromes hereditàries caracteritzades per la hipermobilitat articular, com ara la forma recessiva de la d'Ehlers-Danlos. Es considera un marcador diagnòstic del mesotelioma maligne.

## Tenascina-W
La tenascina-W (anomenada de forma alternativa tenascina-N) es troba en el ronyó i en l'os en desenvolupament. També es localitza al voltant dels vasos sanguinis de diversos tumors sòlids pulmonars, cerebrals (en especial dels glioblastomes) i renals i a l'estroma de neoplàsies mamàries i colorectals. Es creu que actua com a component dels nínxols metastàtics al moll d'os que possibiliten la disseminació esquelètica dels càncers de mama. Les característiques particulars d'aquesta tenascina fan que sigui considerada apta per ser emprada com a marcador de tumors estromals i de potencial utilitat pel disseny de noves teràpies anticanceroses selectives.